# 전승역
전승역(戰勝驛)은 평양 지하철 혁신선의 역이다. 부역명은 지하철도건설박물관이다. 천리마선의 전우역과 환승이 된다고 하지만, 두 역이 직접 연결되어 있지 않기 때문에 간접 환승이다.

## 역 주변
- 천리마선 전우역
- 4.25문화회관
- 전승영화관
- 전승혁명사적관
- 조선로동당 3호 청사
- 조선중앙방송위원회
- 주조 중국 대사관
- 지하철혁명사적관
- 지하철도건설박물관

## 인접한 역
| 평양 지하철 혁신선 | 평양 지하철 혁신선 | 평양 지하철 혁신선 |
| ------------------ | ------------------ | ------------------ |
| 혁신 광복 방면     | 혁신선             | 삼흥 락원 방면     |